# Список керівників держав 1776 року
Список керівників держав 1776 року — це перелік правителів країн світу 1776 року.
Список керівників держав 1775 року — 1776 рік — Список керівників держав 1777 року — Список керівників держав за роками

## Європа
- Король Великої Британії Георг III (1760—1820)
- Балканський півострів
  - Князь-єпископство Чорногорія — Сава Петрович-Негош (1735—1782)
- Балтія
  - Герцогство Курляндії і Семигалії — Петер фон Бірон (1769—1795)
- Італія
  - Венеційська республіка — дож Альвізе IV Моченіґо (1763—1778)
  - Герцогство Масси і Каррари — Марія Тереза Чібо-Маласпіна (1731—1790)
  - Герцогство Модени і Реджо — Франческо III д'Есте (1737—1780)
  - Герцогство Парми та П'яченци — Фердинанд I (1765—1802)
  - Неаполітанське королівство — Фердинанд IV (1759—1799)
  - Сардинське королівство — Віктор Амадей III (1773—1796)
  - Сицилійське королівство — Фердинанд I (1759—1806)
  - Сорське герцогство — Гаетано I Бонкомпаньї Людовізі (1731—1777)
  - Велике герцогство Тосканське — Леопольдо І (1765—1790)
  - Трентське князівство-єпископство — Крістофоро Сіццо де Норіс (1763—1776); П'єтро Віджиліо Тун (1776—1800)
- Кавказ
  - Абхазьке князівство — Зураб Шервашидзе (1770—1780)
  - Аварське ханство — Умма-хан V (1774—1801)
  - Газікумухське ханство — Мухаммад-хан Газікумуський (1743—1789)
  - Кабарда — Жанхот Татарханов (1773—1785)
  - Казиєва Орда — Шагін Ґерай (1774—1777)
  - Картлі-Кахетинське царство — Іраклій II (1762—1798)
  - Гурійське князівство — Симон II Гурієлі (1744—1776)
  - Мегрельське князівство — Кація II Дадіані (1757—1788)
  - Ширванське ханство — Фаталі-хан (1773—1786)
- Німеччина
  - Австрійське ерцгерцогство — Марія-Терезія (1740—1780)
  - Ангальтське князівство: Ангальт-Цербст — Фрідріх Август Ангальт-Цербстський (1747—1793); Ангальт-Дессау — Леопольд ІІІ Фрідріх Франц (1751—1807); Ангальт-Кетен — Карл Георг Лебрехт (1755—1789); Ангальт-Бернбург — Фрідріх Альберт Ангальт-Бернбурзький (1765—1790)
  - Ансбаське князівство — Карл Александр (1757—1791)
  - Баварське герцогство — Максиміліан III (1745—1777)
  - Баден-Баденське маркграфство — Карл-Фрідріх Баденський (1771—1803)
  - Байройтське князівство — Карл Александр (1769—1791)
  - Берзьке герцогство — Карл Теодор (1742—1796)
  - Берхтесгаденське пробство — Франц Антон Йозеф фон Гаузен-Ґлейнкенсторфф (1768—1780)
  - Бранденбурзьке маркграфство — курфюрст Фрідріх ІІ Великий (1740—1788)
  - Брауншвейг-Вольфенбюттельське князівство — Карл I Брауншвейг-Вольфенбюттельський (1735—1780)
  - Бріксенське князівство-єпископство — Леопольд Марія Йозеф фон Спаур (1747—1778)
  - Вюртемберзьке герцогство — Карл Ойген (1737—1793)
  - Вюрцбурзьке князівство-єпископство — Адам Фрідріх фон Зайнсхайм (1755—1779)
  - Ганноверське курфюрство — Георг III Вільям Фрідріх (1760—1806)
  - Гессен-Гомбурзьке ландграфство — Фрідріх V (1751—1820)
  - Гессен-Дармштадтське ландграфство — Людвіг IX (1768—1790)
  - Гессен-Кассельське ландграфство — Фрідріх II (1760—1785)
  - Гільдесгаймське князівство-єпископство — Фрідріх Вільгельм фон Вестфален (1763—1789)
  - Гогенцоллерн-Гехінген — Йосиф Фрідріх Вільгельм Гогенцоллерн-Гехінген (1750—1798)
  - Гогенцоллерн-Зігмарінгенське князівство — Карл Фрідріх Гогенцоллерн-Зігмарінген (1769—1785)
  - Зальцбурзька архідієцезія — Ієронім Йосеф Франц де Паула Коллоредо фон Вальзеє унд Мельс (1771—1803)
  - Кельнське курфюрство — Максиміліан Фрідріх фон Кенігзегг-Ротенфельс (1761—1784)
  - Констанцьке князівство-єпископство — Максиміліан Августин Крістоф фон Родт (1775—1800)
  - Пфальцьке курфюрство (Курпфальц) — Карл Теодор (1742—1777)
  - Ліппе-Детмольд — Симон Август (1734—1782)
  - Ліхтенштейн — Франц Йосиф I (1772—1781)
  - Любекське князівство-єпископство — Фрідріх-Август I Ольденбурзький (1750—1785)
  - Магдебурзьке герцогство — Йоганн Фрідріх фон Альвенслебен (1763—1783)
  - Майнцьке курфюрство — Фрідріх Карл Йозеф фон Ерталь (1774—1802)
  - Марк (графство) — Фрідріх ІІ Великий (1740—1788)
  - Мекленбург-Шверінське герцогство — Фрідріх Мекленбурзький (1756—1785)
  - Велике герцогство Мекленбург-Штреліцьке — Адольф Фрідріх IV Мекленбург-Штреліцький (1752—1794)
  - Нассау-Саарбрюккен — Людвіг (1768—1794)
  - Нассау-Узінген — Карл Вільгельм (1775—1803)
  - Ольденбурзьке графство — Фрідріх-Август I Ольденбурзький (1773—1774; герцог — 1774—1785)
  - Королівство Пруссія — Фрідріх ІІ Великий (1740—1788)
  - Пфальц-Зульцбах — Карл Теодор (1733—1799)
  - Пфальц-Цвайбрюккен — Карл II Август (1775—1795)
  - Рейс-Еберсдорф — Генріх XXIV (1747—1779)
  - Рітберзьке графство — Венцель Антон фон Кауніц-Ритберг (1746—1794)
  - Саксен-Гота-Альтенбурзьке герцогство — Ернст II (1772—1804)
  - Саксен-Веймар — Карл Август (1758—1809)
  - Саксен-Кобург-Заальфельд — Ернст Фрідріх Саксен-Кобург-Заальфельдський (1764—1800)
  - Саксен-Майнінгенське герцогство — Карл (1763—1782)
  - Шаумбург-Ліппське князівство — Вільгельм Шаумбург-Ліппе (1748—1777)
  - Шварцбург-Рудольштадтське князівство — Фрідріх Людвіг II (1767—1807)
- Піренейський півострів
  - Іспанське королівство — Карл III (1759—1788)
  - Португальське королівство — король Жозе I (1750—1777)
- Польща — Станіслав-Август Понятовський (1764—1795)
  - Олесницьке князівство — Карл Крістіан Ердманн Вюртемберг-Ельс (1744—1792)
  - Тешинське герцогство — Марія Христина (1766—1798)
- Російська імперія — Катерина II (1762—1796)
- Румунія; Молдова
  - Волоське князівство — Александру Іпсіланті (1774—1782)
  - Молдавське князівство — Ґриґоре Александре Ґіка (1774—1777)
- Скандинавія
  - король Данії — Кристіан VII (1766—1808)
  - Король Норвегії — Кристіан VII (1766—1808)
  - Швеція — Густав III (1771—1792)
- Угорське князівство — королева Марія-Терезія (1740—1780)
- Україна —
  - Кримське ханство — Девлет IV Ґерай (1775—1777)
    - Новоросійська губернія — Потьомкін Григорій Олександрович (1774—1791)

  - Слобідсько-Українська губернія — Норов Дмитро Автономович (1775—1780)
- Французьке королівство — Людовик XVI (1774—1792)
  - Люксембурзьке герцогство — Марія-Терезія (1765—1780)
  - Льєзьке єпископство — Франсуа Карл де Вельбрюк (1772—1784)
  - Монбельярське графство — Карл Ойген (1737—1793)
  - Монако — князь Оноре III (1733—1793)
  - Республіка Об'єднаних провінцій Нідерландів — штатгальтер Вільгельм V Оранський (1751—1795)
  - Савойське герцогство — Віктор Амадей III (1773—1796)
- Богемське королівство (Чехія) — Марія-Терезія (1743—1780)
- Шотландія
- Святий Престол; Папська держава — Папа Римський — Пій VI (1775—1799)
- Вселенський патріарх — Софроній V Єрусалимський (1774—1780)

## Азія
- Близький Схід
  - Акрабі — Аль-Махді ібн Алі аль-Акрабі (1770—1833)
  - Бейхан (емірат) — Хусейн ібн Кайс аль-Хашимі (1750—1800)
  - Заїдська держава Ємену — Імам аль-Мансур Алі I (1775—1809)
  - Мамлюцький Ірак — Омар-паша (1762—1776); Абдулла-паша (1776—1777)
  - Емірат Кувейт — емір Абдаллах I ас-Сабах (1762—1814)
  - Османська імперія — Абдул-Гамід I (1774—1789)
    - Сідон (еялет) — Ахмед аль-Джаззар (1775—1809)

  - Дірійський емірат — Абдул-Азіз ібн Мухаммад (1765—1803)
  - Шаріфат Мекки — Сурур ібн Масад (1773—1788)
  - Лахедзький султанат — Абд аль-Хаді аль-Абдалі (1753—1777)
  - Халідський емірат — Садун бін Ураяр (1775—1786)
    - Бабан (князівство) — Абдулла-паша (1775—1777)

  - Вахіді — Агмад бін Гаді аль-Вагід (1771—1810)
  - Нижня Яфа — Галіб ібн Маауда аль-Афіфі (1760—1780)
- Персія; Середня Азія
  - Сефевідський Іран — Шахрох Шах (1748—1796)
    - Бакинське ханство — Мелік-Мухаммад-хан (1767—1784)
    - Дербентське ханство — Фаталі-хан (1765—1789)
    - Занди — Карім Хан Занд (1750—1779)
    - Карабаське ханство — Ібрагім Халіл-хан (1763—1806)
    - Кубинське ханство — Фаталі-хан (1758—1789)
    - Нахічеванське ханство — Хайдар Кулі-хан (1747—1787)
    - Нішапурське ханство — Аббас-Кулі-хан Баяи (1747—1779)
    - Талишське ханство — Сеїд Джамаледдін-хан (1747—1786)
    - Хойське ханство — Ахмед-хан (1763—1786)
    - Шекінське ханство — Мухаммед Хусейн-хан Мюштаг (1759—1780)

  - Дурранійська імперія — Тимур-Шах Дуррані (1773—1793)
- Індія; Непал; Пакистан і Шрі-Ланка
  - магараджа Амрітсару і Лахору Деса Сінґх (1775—1782)
  - Аркот (держава) — наваб Мухаммад Алі-хан Валаджах (1752—1795)
  - Ауд (держава) — Асаф ад-Даула (1775—1797)
  - Ахом — Синеофаа (1769—1780)
  - Барода (князівство) — Саяджі Рао Гайквад I (1771—1789)
  - Бахавалпур (князівство) — Мухаммад Бахавал Хан II (1772—1809)
  - Бгаратпур (держава) — Кехрі Сінгх (1769—1777)
  - Наваб Бенгалії — Мубарак Алі-хан (1770—1793)
  - Бхопал (князівство) — Фаїз Мухаммад-хан (1742—1777)
  - Гайдарабад (держава) — Асаф Джах II (1762—1802)
  - Гархвал (держава) — Лаліт-шах (1772—1780)
  - Гваліор (князівство) — Махаджі Скіндія (1768—1794)
  - Джайпур (князівство) — Прітхві Сінґх II (1768—1778)
  - Джайсалмер (князівство) — Мулрадж II (1762—1819)
  - Джодхпур (князівство) — Віджай Сінґх (1772—1793)
  - Джунагадх (князівство) — Мохаммад Хамід Ханджі I (1774—1811)
  - Дрангадхра (князівство) — Гаджсінхджі II (1745—1782)
  - Дхар (князівство) — Кханде Радж Павар (1761—1782)
  - Імперія Великих Моголів — Шах Алам II (1760—1788)
  - Індор (князівство) — Ахіл'я Баї (1767—1795)
  - Калат (ханство) — Мір Хусейн Насір I (1749—1794)
  - Камбей (князівство) — Наджи ад-Даула Джафар Мумін Хан II (1743—1784)
  - Канді (королівство) — Кірті Шрі Раджасінха (1747—1782)
  - Колхапур (князівство) — Шиваджі II (1762—1813)
  - Лас Бела (ханство) — Гулям-шах (1765—1776); Мір-хан I (1776—1818)
  - Майсур (князівство) — Гайдар Алі (1761—1782)
  - Імперія Маратха — Мадхав Рао II (1774—1795)
  - Мевар (князівство) — Хамір Сінґх II (1773—1778)
  - Мустанг (королівство) — Анджа Дорджі (1760—1780)
  - Наґпур (князівство) — Мудходжі I (1775—1788)
  - Королівство Непал — Пратап Сінґх Шах (1775—1777)
  - Панна (князівство) — Хіндупат Сінгх (1758—1777)
  - 1-й місальдар (очільник) місаля Рамгархія — Джасса Сінґх Рамгархія (1748—1803)
  - джатедар (очільник) сикхської конфедерації Джасса Сінґх Ахлувалія (1748—1783)
  - Сіккім (князівство) — Пхунцоґ Намґ'ял II (1734—1780)
  - наваб місаля Сінґхпурії Хушал Сінґх (1753—1795)
  - місальдар (очільник) місаля Сукерчакія Мага Сінґх (1774—1782)
  - Траванкор — Дхарма Раджа (1758—1798)
  - Тханджавур (князівство) — Тулджаджі II (1763—1787)
  - Харан (ханство) — ? до 1796
  - Губернатор Португальської Індії — Хосе Педру да Камара (1774—1779)
- Індонезія; Південно-Східна Азія
  - Ачеський султанат — Алауддін Махмуд Сіах І (1760—1781)
  - Аюттхая (королівство) — Таксин (1767—1782)
  - Банджармасінський султанат — Тамідуллах II (1761—1801)
  - Бантенський султанат — Абу аль-Мафахір Мухаммад Аліуддін (1773—1799)
  - Булунганський султанат — Віра Амір (1731—1776); Аджі Алі (1776—1817)
  - Брунейська імперія — Омар Алі Сайфуддін I (1740—1795)
  - Султанат Гова — Зайнуддін (1769/1770-1778)
  - Джамбійський султанат — до 1777 невідомо
  - Джок'якартський султанат — Хаменгкубувоно I (1755—1792)
  - Джохорський султанат — Махмуд-шах III (1770—1812)
  - Понтіанакський султанат — Шаріф Абдуррахман Аль-Кадрі (1771—1808)
  - Ланна (держава) — Пхрая Чабан (1775—1779)
  - Мангкунегаран — Мангкунегара І (1757—1795)
  - В'єнтьян (королівство) — Онг Бун (1767—1781)
  - Луанґпхабанґ (королівство) — Суріньявонґ II (1771—1789)
  - Тямпасак (королівство) — Саякумане (1738—1791)
  - Пагаруюнг — Султан Абдул Джаліл (між 1730 і 1780)
  - Перак (султанат) — Алауддін Мансур Шах Іскандар Муда (1773—1786)
  - Магінданао (султанат) — Фахар уд-Дін (1755—1780)
  - М'яу-У — Сандатхумана (1774—1777)
  - Кедах (султанат) — Мухаммед Джива Зейнал Аділін II (1710—1778)
  - Нгуєн (тюа) — Нгуєн Фук Тхуан (1765—1777)
  - Самбаський султанат — Умар Акам уд-дін II (1764—1786)
  - Сіак (султанат) — Абдул Джаліл Аламуддін Шах (1766—1780)
  - Султанат Сулу — Ісіраїл (1773—1778)
  - Конбаун — Сінб'юшин (1763—1776); Сінгу Мін (1776—1782)
  - Тернатський султанат — султан Харун Шах (1774—1781)
  - Тідорський султанат — Джамалуддін II (1757—1779)
- Кхмерська імперія — Анг Нон III (1775—1779)
- Накхонситхаммарат (держава) — Чао Нарасурівонг (1769—1777)
- Китай; Монголія
  - Тибет — Далай-лама VIII (1762—1804)
  - Династія Цін — Хунлі (1735—1796)
    - Кумульське ханство — Ісхак (1767—1780)
- Окінава; Королівство Рюкю — Сьо Боку (1752—1794)
- Корея
  - Чосон — Йонджо (1724—1776); Чонджо (1776—1800)
- Середня Азія і Сибір
  - Бухарське ханство — Абулгазі-хан (1758—1785)
  - Дарвазьке шахство — Мізраб-шах (1761/1762-1778)
  - Молодший жуз — Нурали-хан (1748—1786)
  - Середній жуз — Абу аль Мансур Аблай хан (1771—1781)
  - Старший жуз — Абу аль Мансур Аблай хан (1771—1781)
  - Кокандське ханство — Нарбута-бій (1764—1798)
  - Хівинське ханство — Абулфаїз (1775—1779)
- Японія — Імператор Ґо-Момодзоно (1770—1779)

## Африка
- Агадес (султанат) — Мухаммад аль-Аділ ібн Мухаммад Хумад (1768—1810)
- Аджаче — Аікле (1775—1783)
- Алжирський еялет — Мухаммад V (1766—1791)
- Ауса (султанат) — Каддафо Махаммад ібн Каддафо (1749—1779)
- Імперія Ашанті — Осей Квадво (1764—1777)
- Багірмі (королівство) — Хаджі Мохаммед аль-Амін (1751—1785)
- Бамбара (держава) — Нголо Діарра (1766—1790)
- Бамум (держава) — мфон Мбуомбуо (1757—1814)
- Баол (держава) — Ма-Коду Кумба (1758—1777)
- Борну — Алі III (1753/1755-1793)
- Буганда — К'ябаггу (1750—1780)
- Королівство Бурунді — Мвамбутса I (1767—1796)
- Ваало — Нд'як Хурі (1771—1782)
- Варсангалійський султанат — гараад Алі II (1750—1789)
- Марокканський султанат — Мухаммед III (1757—1790)
- Вадайський султанат — Мухаммед Явда (1747—1795)
- Волоф (держава) — Мба Компасс (1763—1800)
- Дагомея — Кпенгла (1774—1789)
- Дамагарам (султанат) — Асафа дан Танімун (1775—1783)
- Дарфурський султанат — Мухаммад Тайраб (1752—1786)
- Досо (держава) — Лаузо (? -?)
- Імператор Ефіопії — Текле Гайманот II (1770—1777)
- Єгипетський еялет — Іззет Мехмед-паша (1775—1778)
- Королівство Імерина — Андріанджафі (1774—1787)
- Каарта — Сірабо (1761—1788)
- Казембе — Луквеза Ілунга (1760—1805)
- Кайор — Коду Кумба Фал (1766—1777)
- Калабарі (держава) — Амакірі (1770—1790)
- Касандже — Лукала Іва (1770-ті)
- Конг (держава) — Самафінге Уатара (1762 — ? до 1813)
- Койя (королівство) — Немгбана II (1775—1793)
- Королівство Конго — Алвару XI (1764—1778)
- Луба (імперія) — Ілунга Сунґу (1755—1780)
- Матамба — Франсішку II (1767—1810)
- Момбаса (султанат) — Абдалла ібн Мухаммед (1773—1782)
- Мономотапа — мвене-мутапа Чангара Мупунзагуту (1759—1785)
- Нафана — Доссо Діарасуба (1760—1815/1820)
- Нрі — Езе Нрі Евенетем (1723—1794)
- Королівство Орунгу — Нґверангу Івоно (1750—1790)
- Салум — Сенгане Діогоп Мбодж (1769—1776); Ндене Діогоп Мбодж (1776—1778)
- Сеннарський султанат — Ісмаїл (1769—1776)
- Трарза (емірат) — Алі Курі ульд Амар (1759—1786)
- Туніс (бейлік) — Алі II (1759—1782)
- Імамат Фута-Джаллон — Ібрагім Сорі (1751—1781)
- Імперія Фута Торо — Бубакар Фатімата (1775—1776). Зникнення. Фута-Торо (імамат) — Абдул-Кадір Кане (1776—1806)
- Голландська Капська колонія — Йоахім ван Плеттенберг (1774—1785)
- Португальська Західна Африка — Антоніо де Ленкастре (1772—1779)

## Південна Америка
- Віцекоролівство Перу — Мануель де Амат-і-де Хуньєнт (1761—1776); Мануель Ґуріор (1776—1780)
- Генерал-капітанство Чилі — Агустін де Хаурегі (1772—1780)

## Північна Америка
- Британський Квебек — Ґай Карлтон, 1-й барон Дорчестер (1766—1778)
- Іспанська Флорида — британський період — Патрік Тонін (1774—1784)